# Marienkirche (Jöllenbeck)

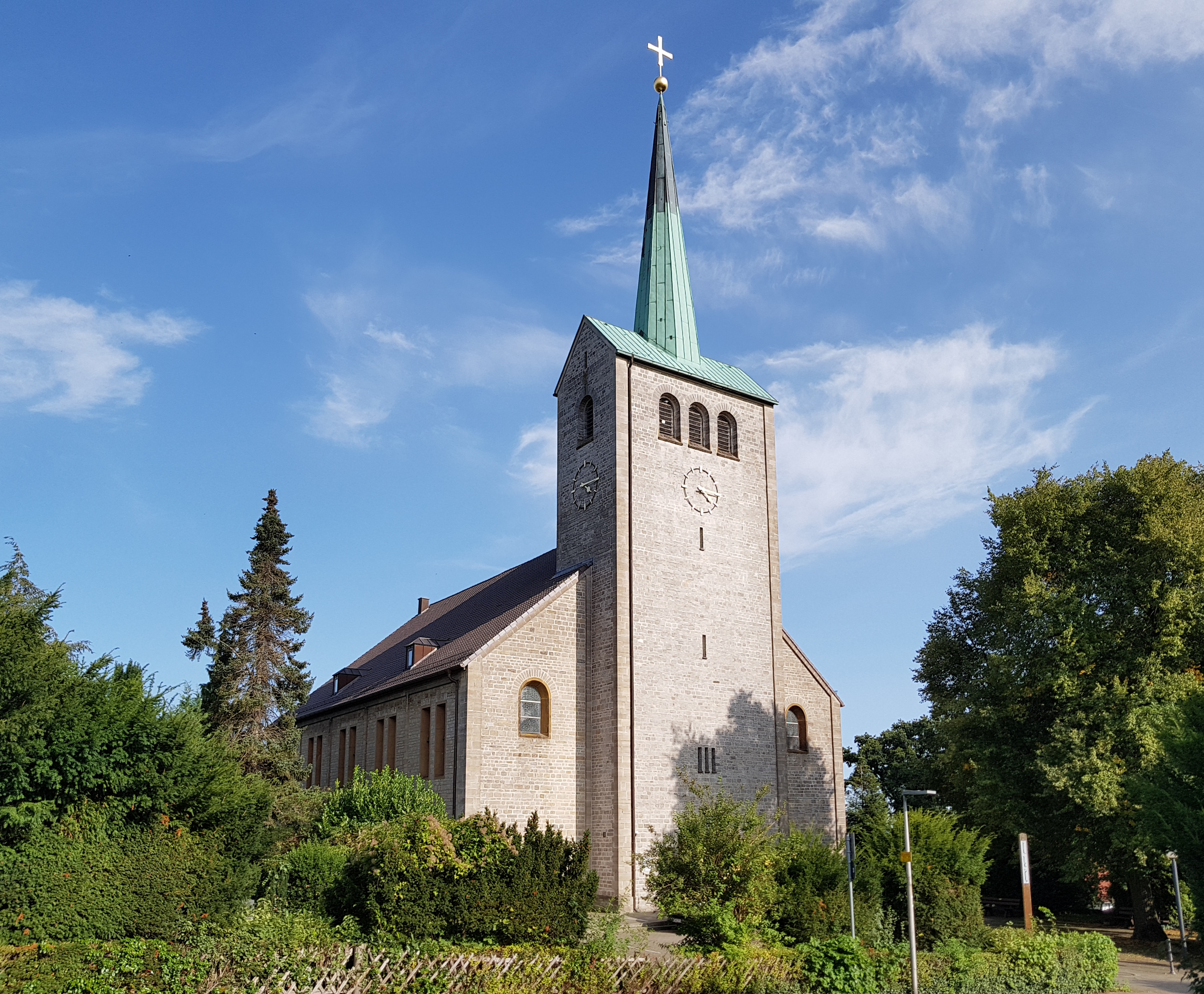
Die evangelische Marienkirche zu Jöllenbeck

Die Marienkirche Jöllenbeck ist eine der drei Pfarrkirchen in der vereinigten evangelisch-lutherischen Versöhnungs-Kirchengemeinde Jöllenbeck im Bielefelder Stadtteil und Stadtbezirk Jöllenbeck (Vereinigung der Kirchengemeinden Jöllenbeck, Theesen und Vilsendorf am 1. Oktober 2016). Die heutige „neue“ Marienkirche von 1854 ersetzt den mittelalterlichen Vorgängerbau, der 1877 niedergelegt worden ist. Sie steht unter Denkmalschutz und hat nach altem Staatskirchenrecht den Status einer  Patronatskirche (Land NRW).
Im Rahmen der Initiative „Verlässlich geöffnete Kirche“ steht die Marienkirche Besuchern regelmäßig zur Besichtigung, Einkehr und Meditation offen.

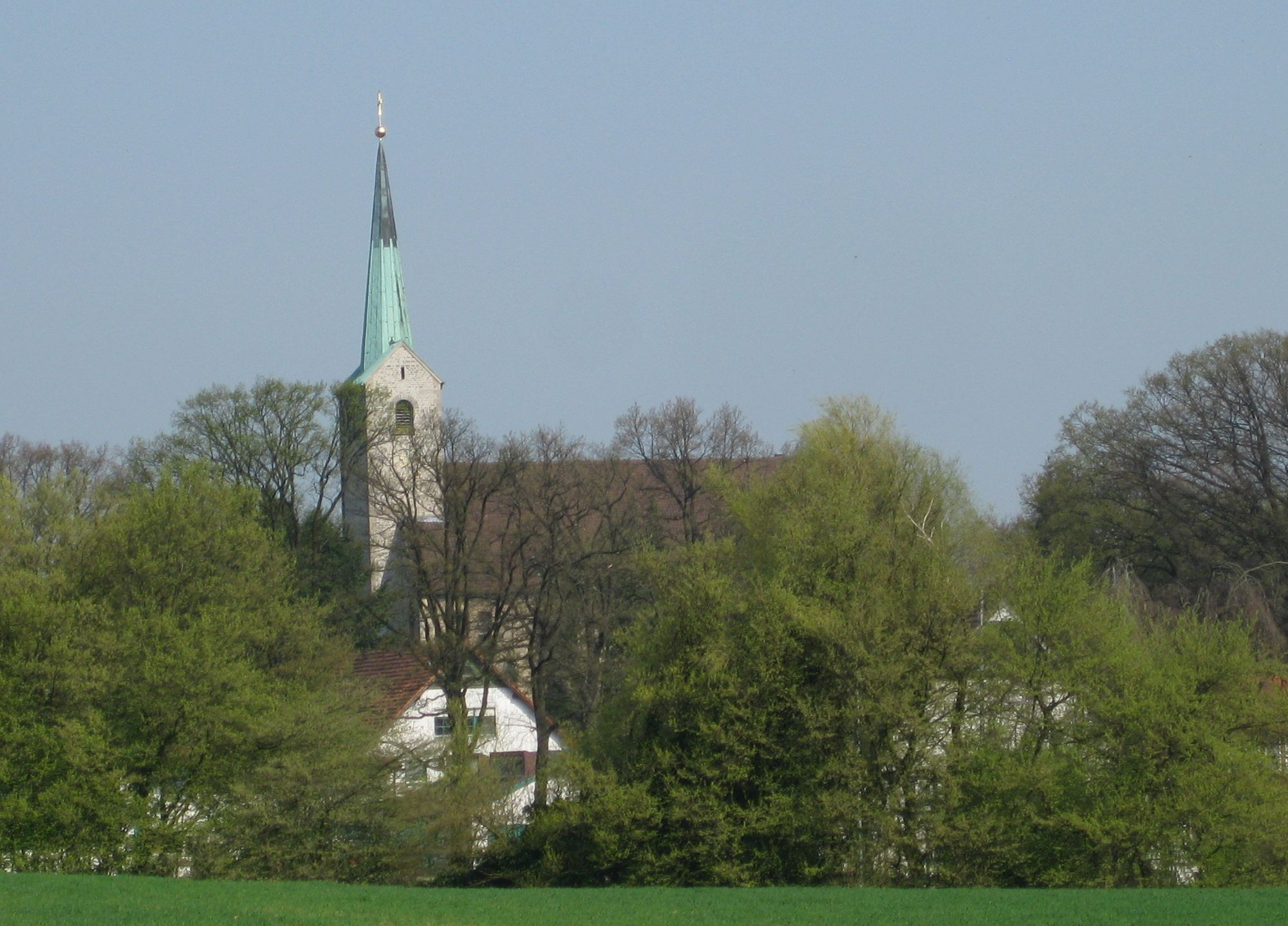
Fernansicht

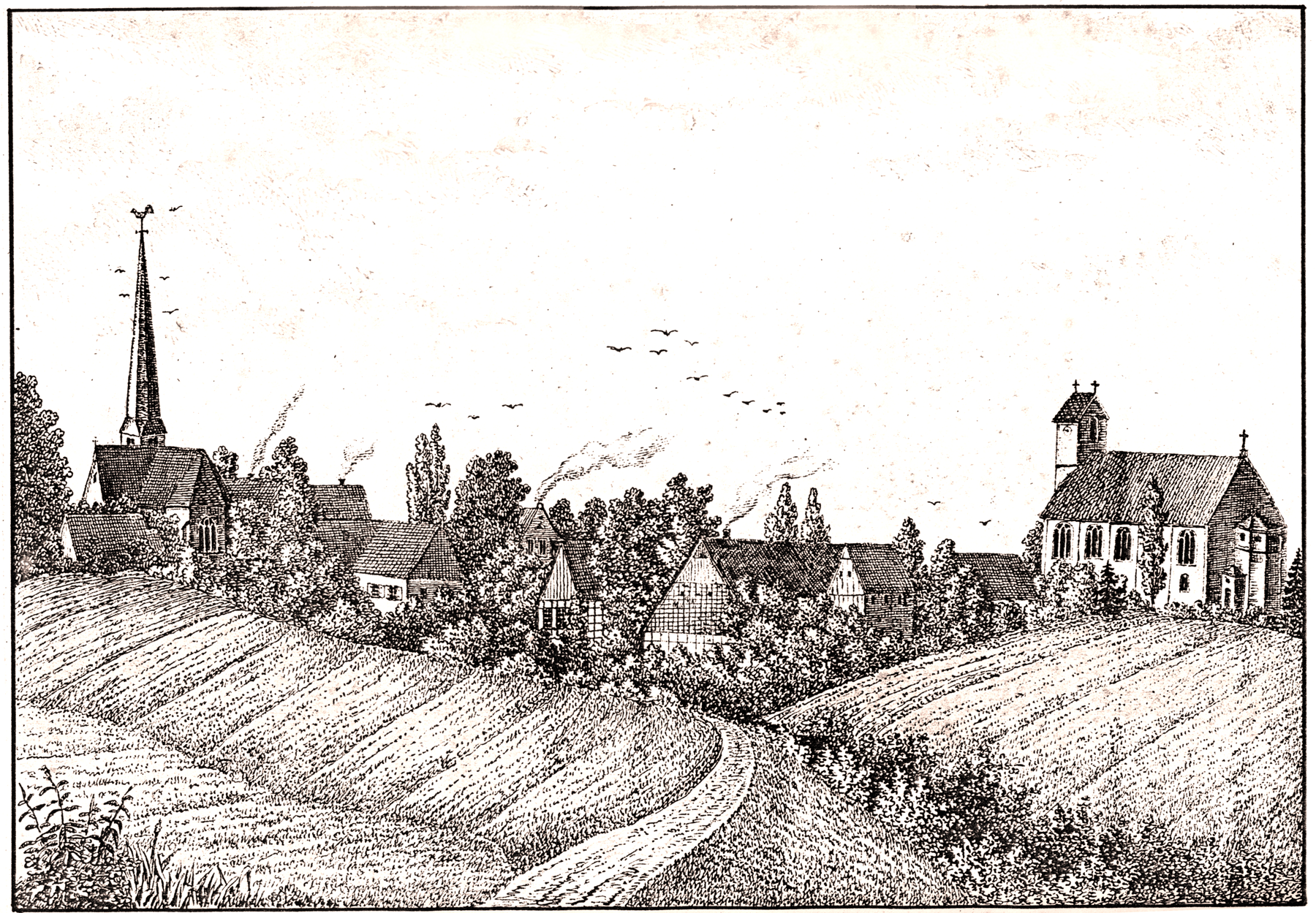
Alte und neue Kirche (rechts), 1876

## Geschichte

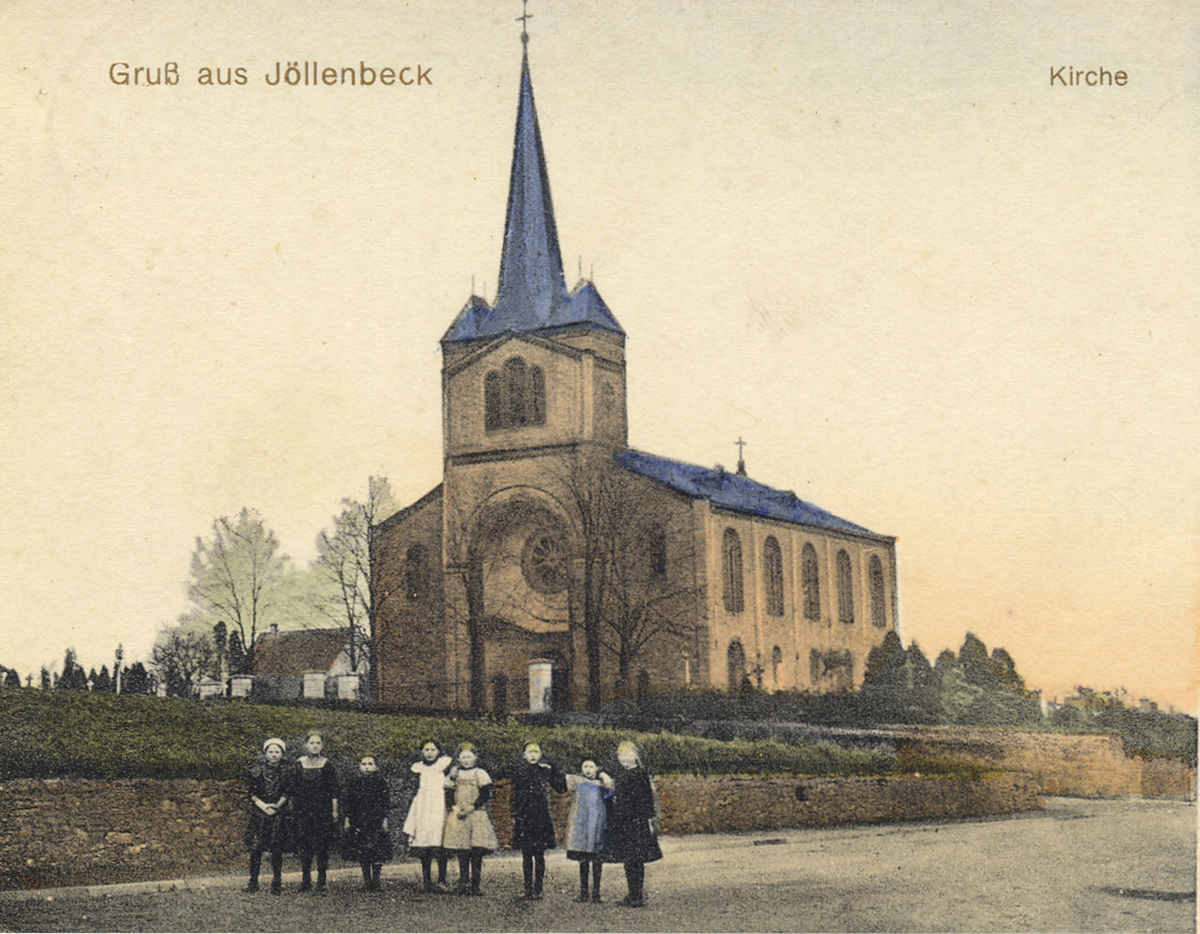
Marienkirche Jöllenbeck um 1900 in der alten Architektur bis zum Umbau 1959

Jöllenbecks erste urkundliche Erwähnung findet sich in einer Urkunde Bischofs Bernhards von Paderborn als „Julinbike“ aus dem Jahr 1191. In diese Zeit gehörten auch die unteren Teile des Turms der alten Marienkirche.
Die alte Kirche befand sich unweit des späteren Neubaus im Bereich der heutigen Straße „Auf dem Tie“. In der Mitte des 13. Jahrhunderts wurde die ursprüngliche kleine Kapelle durch ein neues Kirchenschiff ersetzt, dem während des 14. Jahrhunderts begründet durch das Wachstum der Gemeinde Seitenschiffe angefügt wurden. Um 1500 wurde ein Langchor angebaut, der zu einer praktischen Verdopplung der Länge der bisherigen Kirche führte. Die Schlusssteine des Gewölbes zierten das ravensbergische und das Paderborner Wappen.
Ab 1535 wurde der Ravensbergische Landtag regelmäßig in der Jöllenbecker Kirche abgehalten. Im Zuge der Durchsetzung der Reformation kam es 1577 zum Einbau von Emporen. Die Bestuhlung und die Emporenanlagen wurden später immer weiter ausgebaut, stießen jedoch Anfang des 19. Jahrhunderts an ihre Grenzen, als auch Jöllenbeck unter Pfarrer Johann Heinrich Volkening von der Erweckungsbewegung erfasst wurde. Der Kirchenbesuch stieg 1838 auf rund 1.300 an, so dass man sich für den Neubau einer Kirche entschloss.
Der Neubau erfolgte von 1852 bis 1854 nach Plänen der Berliner Oberbaudeputation. Es war der erste Kirchenneubau im Raum Bielefeld seit rund 350 Jahren; bis dahin waren die mittelalterlichen Kirchen aus vorreformatorischer Zeit genutzt worden. Es entstand ein schlichter Saal mit Emporen und Elementen im Rundbogenstil. Aus finanziellen Gründen verzichtete man zunächst auf den Bau eines Turmes, und die Glocken läuteten zum Gottesdienst weiter von der alten Kirche auf dem Tie. Schließlich konnte der Portalvorbau zu einem Turm ausgebaut werden, und mit dessen Fertigstellung 1877 entschloss man sich zum Abriss der alten Kirche.
Für die unter Pfarrer Volkening errichtete neue Kirche gab es zunächst keine Namensgebung durch die Gemeinde. Erst am 13. September 1957 beschloss das Jöllenbecker Presbyterium „den alten historischen Namen der Jöllenbecker Kirche wieder in Gebrauch zu nehmen und ihn der Gemeinde in geeigneter Weise bekannt zu machen.“
1959 bis 1961 erfolgte eine grundlegende Sanierung der neuen Kirche, in deren Zuge das Äußere umgestaltet wurde; Turm und Fenster hatten vorher Formen einer moderaten Neoromanik, nun solche der Heimatschutzarchitektur. 1998 bis 2004 erfolgte eine erneute Renovierung und Umgestaltung des Innenraums.  

### Glocken
Das Geläut besteht aus vier Bronzeglocken. Die Betglocke wurde 1951 von der Glockengießerei Petit & Gebr. Edelbrock gegossen, die übrigen 1961 bei Glocken- und Kunstgießerei Rincker:
| Name             | Betglocke | Ewigkeits- und Totenglocke | Trauglocke | Tauf- und Kinderglocke |
| Gussjahr         | 1951      | 1961                       | 1961       | 1961                   |
| Durchmesser (mm) | 1060      | 1300                       | 966        | 794                    |
| Gewicht (ca. kg) | 682       | 1250                       | 510        | 294                    |
| Schlagton        | fis'      | dis                        | gis'       | h'                     |

Grundriss der alten Marienkirche
Südansicht der alten Marienkirche
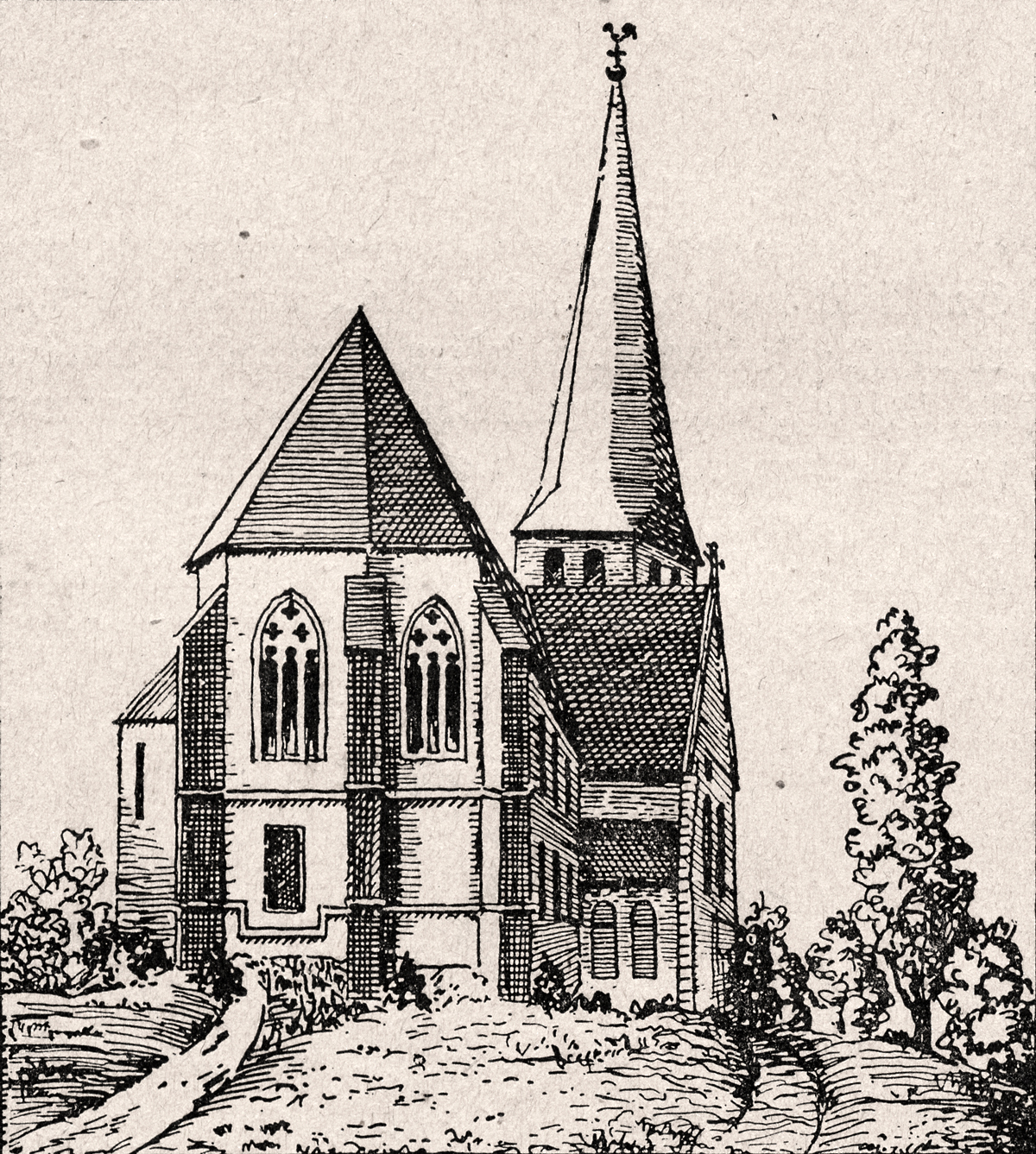
Ostansicht der alten Marienkirche